# Division I 1953-1954 (pallacanestro maschile)
La Division I 1953-1954 è stata la 22ª edizione del massimo campionato belga di pallacanestro maschile. La vittoria finale è stata ad appannaggio del Royal IV.

## Risultati

### Stagione regolare
|     | Squadra              | G  | V  | N | P  | PF | PS | Pt. | Qualificazione |
| --- | -------------------- | -- | -- | - | -- | -- | -- | --- | -------------- |
| 1.  | Royal IV             | 22 | 21 | 1 | 0  |    |    | 43  |                |
| 2.  | Antwerpse            | 22 | 18 | 1 | 3  |    |    | 37  |                |
| 3.  | Hellas Gent          | 22 | 18 | 0 | 4  |    |    | 36  |                |
| 4.  | Semailles            | 22 | 11 | 2 | 9  |    |    | 24  |                |
| 5.  | Bavi Vilvoorde       | 22 | 10 | 1 | 11 |    |    | 41  |                |
| 6.  | Union Saint-Gilloise | 22 | 10 | 1 | 11 |    |    | 21  |                |
| 7.  | Racing Bruxelles     | 22 | 9  | 1 | 12 |    |    | 19  |                |
| 8.  | Amicale Sportive     | 22 | 9  | 0 | 13 |    |    | 18  |                |
| 9.  | Saint-Louis          | 22 | 7  | 3 | 12 |    |    | 17  |                |
| 10. | Ougrée               | 22 | 7  | 0 | 15 |    |    | 14  |                |
| 11. | Hades Gent           | 22 | 4  | 0 | 18 |    |    | 8   | retrocesse     |
| 12. | Forest               | 22 | 3  | 0 | 19 |    |    | 6   | retrocesse     |

| Division I 1953-1954 |
| -------------------- |
| Royal IV 5º titolo   |